# Isao Yoneda
Isao Yoneda (n. 20 august 1977, Hamburg, RFG) este un gimnast artistic ce a reprezentat Japonia, medaliat olimpic. A participat la o ediție a Jocurilor Olimpice (2004) în care a câștigat o medalie de aur și o medalie de bronz.